# 阿默莱
阿默莱（法語：Hamelet）是法国皮卡第大区索姆省的一个市镇，属于亚眠区科尔比县。该市镇2009年时的人口为630人。

## 人口
阿默莱人口变化图示
| 数据来源：INSEE |